# Matthew Goss
Matthew Goss (født 5. november 1986 i Launceston) er en tidligere professionel australsk bane- og landevejscykelrytter.